# أندرو جيدينجز
أندرو جيدينجز (بالإنجليزية: Andrew Giddings) هو موسيقي بريطاني، ولد في 10 يوليو 1963 في كنت في المملكة المتحدة.

## وصلات خارجية
- أندرو جيدينجز على موقع IMDb (الإنجليزية)
- أندرو جيدينجز على موقع ميوزك برينز (الإنجليزية)
- أندرو جيدينجز على موقع أول ميوزيك (الإنجليزية)
- أندرو جيدينجز على موقع ديسكوغز (الإنجليزية)